# Ville-di-Pietrabugno
Ville-di-Pietrabugno é uma comuna francesa na região administrativa de Córsega, no departamento da Alta Córsega. Estende-se por uma área de 7,53 km². 